# Egretta eulophotes
La garzetta cinese (Egretta eulophotes (Swinhoe, 1860)) è un uccello della famiglia Ardeidae, diffuso in Estremo oriente.

## Descrizione
È un airone di media grandezza, lungo circa 68 cm. Ha un piumaggio uniformemente bianco ed un becco giallo. Il capo è adornato da una cresta bianca. Le zampe sono nerastre ed i piedi verde-giallastro.

## Biologia

### Alimentazione
Si nutre di pesci, gamberetti, granchi e insetti.

### Riproduzione
Egretta eulophotes migra verso i siti di nidificazione a primavera,  formando colonie miste con altre specie di ardeidi. Il nido, costruito con paglia e ramoscelli su alberi o sporgenze rocciose, è di forma discoidale. La femmina vi depone da 3 a 5 uova, che cova per 24-30 giorni. Dopo la schiusa, i piccoli rimangono nel nido per 36-40 giorni.

## Distribuzione e habitat
Egretta eulophotes nidifica in una moltitudine di piccole isole disabitate al largo delle coste della Russia orientale, della Corea e della Cina. Al di fuori della stagione riproduttiva la si può osservare in Giappone, Taiwan, Hong Kong, Filippine, Vietnam, Thailandia, Malaysia, Singapore, Indonesia (Sumatra, Giava, Kalimantan e Sulawesi) e Brunei. Le aree di svernamento principali sono la regione Visayas Orientale delle Filippine e gli stati malesi di Sarawak e Selangor.
Popola le aree estuarine poco profonde, le piane di marea,  gli stagni e le risaie.

## Conservazione
La popolazione di questa specie, un tempo molto diffusa, si è drammaticamente ridotta negli ultimi due secoli per le catture da parte dell'uomo, a causa del commercio delle sue piume. Attualmente si stima che sopravvivano 2.600-3.400 esemplari, i cui habitat sono minacciati dallo sviluppo di infrastrutture, dall'acquacoltura e dall'inquinamento delle acque. Per tali motivi la IUCN Red List classifica E. eulophotes come specie vulnerabile.
I governi di Russia, Cina, Taiwan e Corea del Sud hanno varato specifiche misure di protezione della specie ed alcuni dei suoi siti di nidificazione ricadono all'interno di aree naturali protette.